# Paléocéanographie
La paléocéanographie est l'étude de l'histoire des océans passés à l'échelle des temps géologiques, leurs courants, composition, biologie, aspects géologiques et sédimentaires. Elle se base sur l'utilisation de modèles et de proxys et permet, entre autres, d'étudier le rôle des océans dans le climat global (en lien avec la paléoclimatologie).